# Zoe Britton
Pour les articles homonymes, voir Britton.
Zoe Britton, née le 25 janvier 1979 à Riverside en Californie, est une mannequin, stripteaseuse et actrice américaine de films pornographiques.

## Biographie
Avec l'acteur porno Ron Jeremy, elle est à la tête des studios de films pour adultes New Star Productions. Elle ne tourne que des scènes lesbiennes et se produit parfois sous le nom de Zoe Britten.

## Filmographie partielle
- 2004 : Angry Hogtie Captives
- 2005 : Naked Girls Bound and Gagged
- 2007 : I Like To Kiss avec Magdalene St. Michaels et Lena Nicole Smith
- 2006 : Women Seeking Women 28
- 2007 : Women Seeking Women 31
- 2007 : Women Seeking Women 37
- 2007 : Busty Solos 1
- 2007 : Girlvana 3
- 2008 : Lesbian Adventures: Strap-On Specialist 1
- 2008 : Women Seeking Women 44
- 2008 : Seduced by a Real Lesbian 3
- 2009 : Lesbian Bridal Stories 4
- 2009 : Girls Kissing Girls 3
- 2009 : Lesbian Adventures: I Love to Trib
- 2009 : Lesbian Adventures: Victorian Love Letters
- 2009 : Women Seeking Women 57
- 2009 : Women Seeking Women 58
- 2010 : Women Seeking Women 67
- 2010 : Her First Lesbian Sex 18
- 2010 : Fuck Myself 2
- 2011 : Lipstick Lesbo 4
- 2011 : Women Seeking Women 70
- 2011 : Women Seeking Women 76
- 2012 : Women Seeking Women 79
- 2012 : Women Seeking Women 80
- 2012 : Babe Buffet: All You Can Eat (Wicked Pictures)
- 2012 : Girls in White 2012 2 (Girlfriends Films)
- 2012 : Girls in White 2012 3 (Girlfriends Films)
- 2012 : No Boys Allowed 2 (Vivid)
- 2012 : Pin-up Girls 7 (Girlfriends Films)
- 2013 : All Girls All the Time 3
- 2013 : Charlie Laine's All Girl Experience
- 2013 : Lick Initiations
- 2014 : Girls Love Girls 2
- 2014 : Lesbian Sex 12
- 2015 : Invitation (II)
- 2016 : Latex Lesbians (compilation)
- 2017 : Jana Cova and Her Girlfriends (compilation)
- 2018 : Aiden Ashley and Her Girlfriends (compilation)

## Récompenses
- 2009 : AVN Award nominee – Best All-Girl Couples Sex Scene – Women Seeking Women 44
- 2010 : AVN Award nominee – Best All-Girl Couples Sex Scene – Lesbian Bridal Stories 4 (Zoe Britton et Nikki Rhodes)